# 20366 Бонев
 (20366) Бонев  (на английски: Bonev) е астероид от главния астероиден пояс.
Открит е в Станцията Андерсон-Меса LONEOS на 23 май 1998 г.
Носи името на Бончо Бонев, който е професор в Католическия университет на Америка. Допринесъл е за разбирането ни за химията на кометите.